# France Prešeren
France Prešeren   (Vrba, 3 de desembre de 1800 - Kranj, 8 de febrer de 1849) (en alemany Franz Preschern) va ser un poeta romàntic eslovè. Les seves composicions apassionades i sinceres, intensament emotives sense caure en el mer sentimentalisme, n'han fet el principal representant de l'escola romàntica a Eslovènia.
France Prešeren és considerat el puntal de la poesia eslovena i és reconegut no tan sols a escala nacional o regional, sinó segons els estàndards de la literatura europea contemporània. Prešeren fou un dels capdavanters del Romanticisme europeu. Ha estat generalment reconegut com el millor poeta clàssic eslovè i ha inspirat pràcticament tota la literatura eslovena posterior. Va escriure poesia èpica d'alta qualitat, per exemple la primera balada eslovena i la primera èpica eslovena. Després de la seva mort, es va convertir en el principal nom del cànon literari eslovè.
Va lligar els motius del seu propi amor infeliç amb el d’una pàtria infeliç i sotmesa. Especialment després de la Segona Guerra Mundial a les terres eslovenes, un dels tòpics de Prešeren, la "fortuna hostil", ha estat adoptat pels eslovens com a mite nacional, i s'ha descrit que Prešeren és tan omnipresent com l'aire en la cultura eslovena.
Durant la seva vida, Prešeren va viure en conflicte tant amb l'establiment civil i religiós, com amb la burgesia provincial de Ljubljana. Va tenir greus problemes amb el consum d'alcohol i va intentar acabar amb la vida en almenys dues ocasions, enfrontant-se a rebuigs i veient morir tràgicament la majoria dels seus amics més propers. La seva lírica tractava de l'amor cap a la seva pàtria, de la humanitat que pateix, així com del seu amor incomplet cap a la seva musa, Julija Primic.
Tot i que va escriure en eslovè, alguns poemes també van ser escrits en alemany. Com que vivia a Carniola, al principi es considerava carniolà, però gradualment va adoptar la identitat eslovena més àmplia.

El seu nom de vegades es troba germanitzat com a Franz Prescheren, especialment als documents antics, de l'època en què Eslovènia era governada pels austríacs.

## Biografia

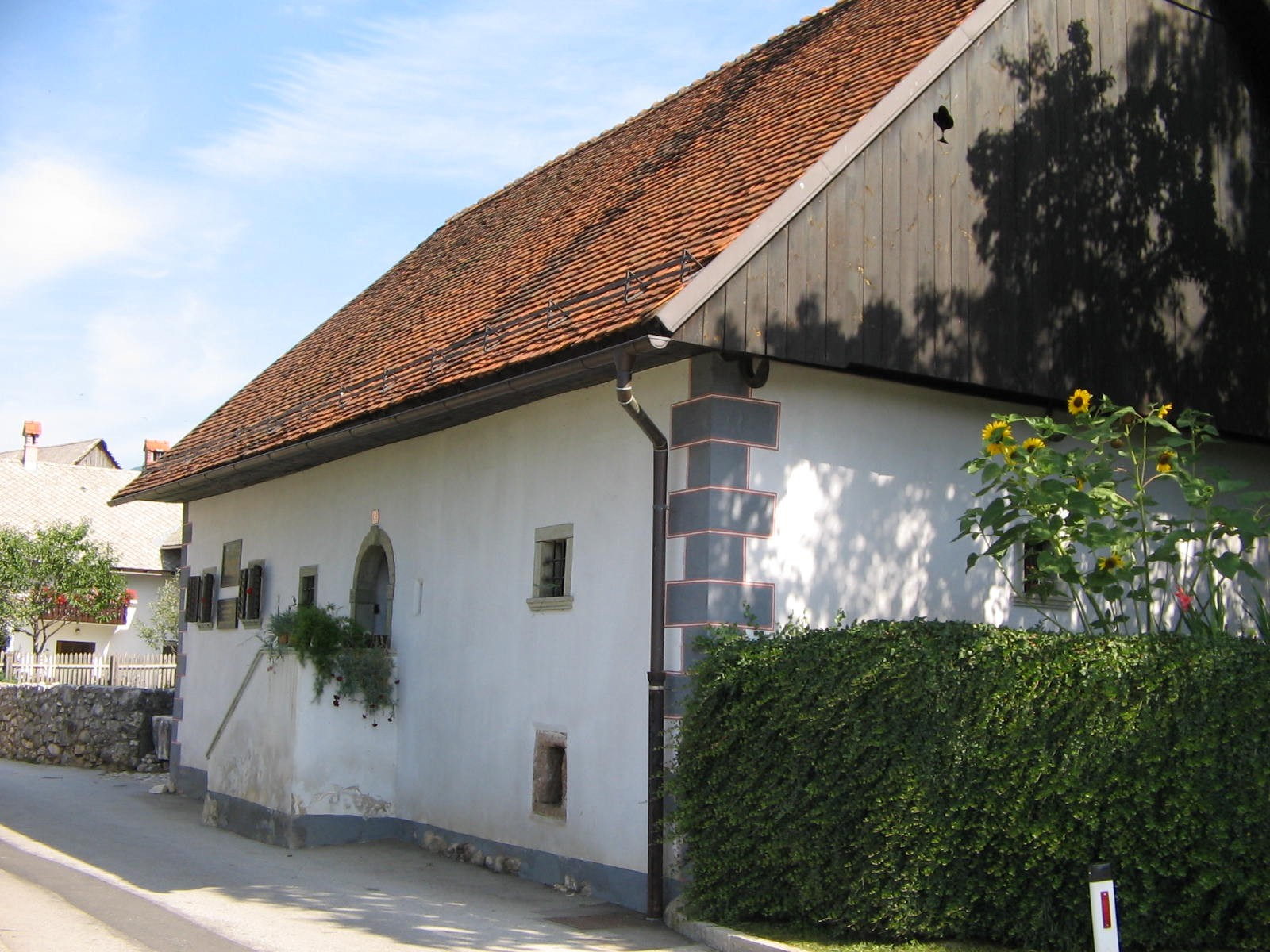
Lloc de naixement de Prešeren a Vrba

France Prešeren va néixer al poble de Vrba, a l'Alta Carniola, que llavors formava part de la monarquia dels Habsburg (avui a Eslovènia), com el tercer de vuit fills i el primer fill de la família d’un pagès benestant i d’una mare ambiciosa i millor educada que va ensenyar als seus fills a escriure i llegir. Ja de petit, France va demostrar un talent considerable i, per tant, els seus pares van decidir proporcionar-li una bona educació. Als vuit anys va ser enviat a escoles elementals de Grosuplje i Ribnica, dirigides pels seus oncles, clergues catòlics locals.
El 1812 es va traslladar a la capital provincial Carniola de Ljubljana, on va assistir al gimnàs estatal. Ja de ben jove, va aprendre llatí, grec antic i alemany, que llavors era la llengua d'educació, administració i alta cultura a la majoria de zones habitades per eslovens. A Ljubljana, el talent de Prešeren va ser vist pel poeta Valentin Vodnik, que el va animar a desenvolupar les seves habilitats literàries en eslovè. Com a estudiant de secundària, es va fer amic del futur filòleg Matija Čop, que tindria una influència extremadament important en el desenvolupament de la poesia de Prešeren.
El 1821, Prešeren es va inscriure a la Universitat de Viena, on va estudiar dret, contra els desitjos de la seva mare, que volia que fos sacerdot. A Viena, va conèixer el cànon occidental des d'Homer fins a Goethe, però qui més el va fascinar va ser Dante i els trecentistes italians, especialment Petrarca i Boccaccio. També va llegir poetes romàntics contemporanis, i fins i tot va ser acomiadat d'un lloc docent a l'institut jesuïta de Klinkowström per haver prestat un llibret de poesia prohibida al seu amic Anastasius Grün.

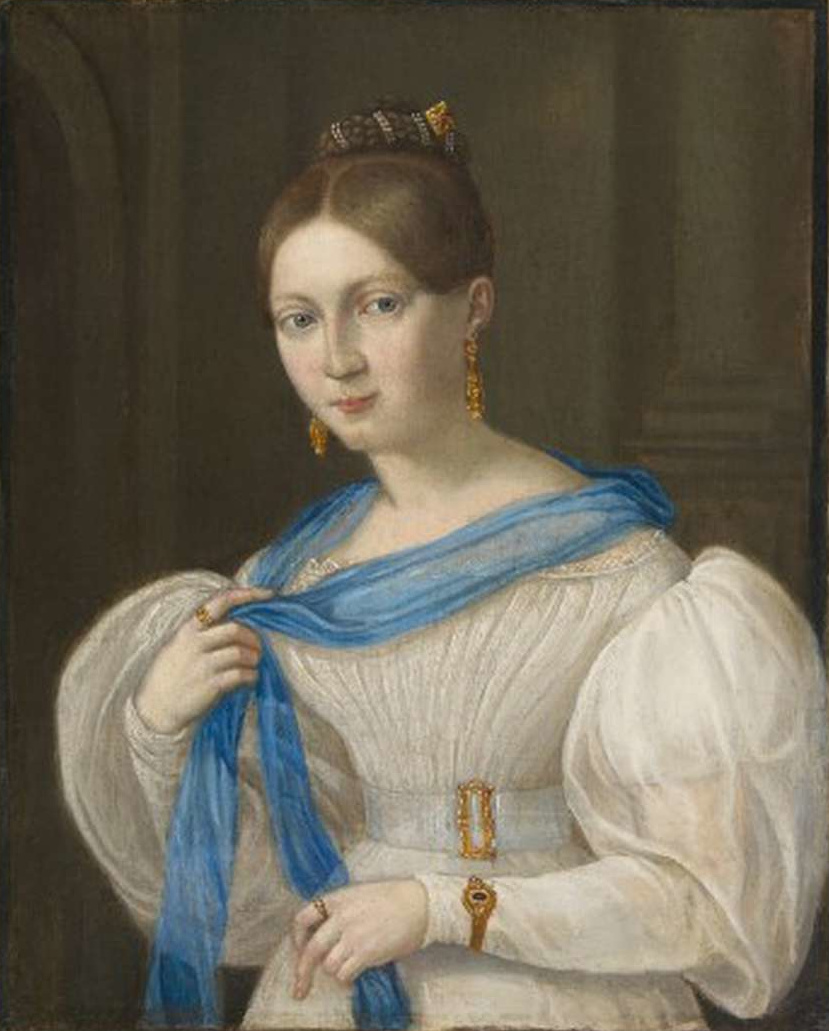
La musa de Prešeren, Julija Primic, en un retrat de Matevž Langus

Després d’obtenir la llicenciatura en dret el 1828, va tornar a Ljubljana, on va treballar com a ajudant a la firma de l’advocat Leopold Baumgartner. Es va esforçar constantment per convertir-se en advocat independent, presentant fins a sis sol·licituds, però no va tenir èxit i maig va obrir despatx d'advocat pel seu compte.
El 1832 es va traslladar breument a Klagenfurt amb l'esperança de continuar la seva carrera, però va tornar a Ljubljana després de menys d'un any. A la primavera de 1833, va conèixer Julija Primic, la filla d’un ric comerciant, que es convertiria en l’amor incomplert de la seva vida. El 1833, Es va convertir en membre del club social de l'alta societat de Ljubljana, anomenat Societat Casino (eslovè: Kazinsko društvo,alemany: Casino-Gesellschaft), i va dur Julija el 1834 i el 1835 al teatre i als balls de Kazina, però no va tenir el coratge de mostrar-li directament els seus sentiments envers ella. El 1834 va començar a treballar com a ajudant del seu amic Blaž Crobath, que va donar a Prešeren prou temps lliure per dedicar-se a les seves activitats literàries. El mateix any, va conèixer el poeta romàntic txec Karel Hynek Mácha i el poeta croata d’origen eslovè Stanko Vraz i va mantenir amb ells llargues i fructíferes discussions sobre poesia.
Les estones lliures les dedicava a escriure poemes. La seva obra més coneguda, Sonetni Venec (Garlanda de sonets), la hi van inspirar el seu amor desconsolat per Julija Primic (germanitzat com a "Julia Primitz") i la mort del seu amic íntim, el poeta Matija Čop (Matthias Tschop). En conseqüència, molts dels versos d'aquest llibre estan amarats de passions agredolces. Sonetni Venec fou escrit en un format molt interessant: l'última línia de cada sonet esdevé la primera del següent, de manera que els catorze sonets del llibre formen un enfilall o "garlanda" de lirisme emotiu; un sonet, doncs, no pot existir sense l'altre. Els primers versos dels catorze sonets en formen un altre, i les inicials de cadascun d'aquests versos conformen les paraules "Primicovi Julji": "a Julija Primic". La setena estrofa del poema de Prešeren Zdravljica (Salut!) fou escollida com a himne nacional eslovè el 1991. Els seus poemes s'han traduït a un bon nombre de llengües. També va escriure en alemany. Quan algunes de les seves composicions foren publicades per primer cop a la premsa, sortien simultàniament en la versió eslovena i alemanya, cosa que demostra de nou el seu geni poètic.
Cap al 1836, Prešeren finalment es va adonar que el seu amor per Julija maig es convertiria en mutu (ella s'havia casat amb un altre home l'any anterior). El mateix any va conèixer Ana Jelovšek, amb qui va mantenir una relació permanent. Van tenir tres fills, però maig es van casar. Prešeren va donar suport financerament a Ana i la va tractar com la seva parella legítima, però es va dedicar a altres amors al mateix temps. També va passar molt de temps viatjant per Carniola, especialment al llac Bled, el paisatge del qual va inspirar els seus poemes. El 1846, a Prešeren se li va permetre finalment obrir el seu propi bufet d'advocats i es va traslladar a Kranj amb la seva família. Hi va morir el 8 de febrer de 1849. Al llit de mort va confessar que maig no havia oblidat Julija. La diada del 8 de Febrer és anomenada actualment el Dia de Prešeren i és la festa de la cultura eslovena. Prešeren també apareixia al bitllet eslovè de 1.000 tolars i, actualment, a la moneda eslovena de 2 euros. A la plaça de Prešeren, a Ljubljana, s'aixeca una estàtua del poeta que adreça una mirada eterna envers un baix relleu de Julija esculpit al mur d'un edifici de l'altra banda de la plaça.

## Obra

### Primers anys
Els primers intents poètics seriosos de Prešeren daten dels seus anys d'estudis a Viena. El 1824, va escriure alguns dels seus poemes més populars, encara sota la influència de Valentin Vodnik i la rica tradició de la poesia popular eslovena. El 1825, va completar un recull de "poemes carniolans", que va mostrar al filòleg Jernej Kopitar. Kopitar va ser molt crític amb els intents literaris del jove, de manera que Prešeren va destruir tota la col·lecció. El rebuig de Kopitar va dificultar el desenvolupament de la creativitat de Prešeren; no va publicar res més fins al 1827, quan el diari en alemany Illyrisches Blatt  va publicar el seu poema satíric "To Maidens" (Dekletom) (Illyrian News). El 1828, Prešeren va escriure el seu primer poema important, "Un comiat a la joventut". Tanmateix, només es va publicar el 1830 a l'almanac literari Krajnska čbelica (L'abella carniolana), establert el mateix any pel bibliotecari Miha Kastelic a Ljubljana. La revista va publicar aquell any un altre poema conegut de Prešeren, la primera balada eslovena. Es titulava "L'home de l'aigua" (Povodni mož) i va ser una narració sobre Urška, un flirteig de Ljubljana que va acabar en mans d’un home guapo que va passar a ser un home d’aigua.
El 1830, el seu amic de l'escola secundària, Matija Čop, va tornar a Ljubljana i va restablir els contactes amb Prešeren. Čop aviat va reconèixer el talent poètic del seu amic i el va convèncer perquè adoptés formes poètiques romàniques. Seguint els consells de Čop, Prešeren aviat es convertiria en un mestre del sonet. Els seus poemes van ser destacats per l'erudit txec František Čelakovský, que en va publicar diverses crítiques molt positives. Els elogis de Čelakovský van ser extremadament importants per a l'autoestima de Prešeren i li van donar la força per continuar en el camí que l'havia orientat Čop.

### Els anys més productius
Entre 1830 i 1835, Prešeren va compondre els seus poemes estèticament més complets, inspirats en els contratemps de la seva vida personal, especialment pel seu amor no correspost per Julija Primic. Prešeren va seguir els consells de Čop i va transformar Julija en una figura poètica, que recordava la Beatrice de Dante i la Laura de Petrarca.

#### Una corona de sonets
Una corona de sonets (Sonetni venec) és el poema més important de Prešeren del seu primer període. És una corona de 15 sonets. Es va publicar el 22 de febrer de 1834 al Illyrian Paper. Aquí Prešeren lligava els motius del seu propi amor infeliç amb el d’una pàtria infeliç i sotmesa. Matija Čop va reconèixer el poema com una obra mestra, però no va obtenir gaire reconeixement més enllà del petit cercle al voltant de la revista Krajnska čbelica. A més, Julija no va quedar impressionada. Com és comprensible, Prešeren va passar a versos més amargs.

#### Sonets de la desgràcia

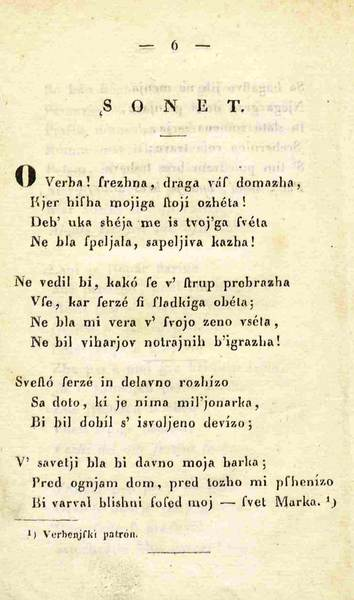
O Vrba, el primer dels sonets de la desgràcia, publicat el 1834 al quart volum de Krajnska čbelica

Una altra obra important d’aquest període són els "Sonets de la desgràcia" (Sonetje nesreče), que es van redactar per primera vegada el 1832, però que no es van publicar al quart volum de Krajnska čbelica fins al juliol de 1834, amb alguns canvis. Són les obres més pessimistes de Prešeren. Es tracta d’un grup de sis (inicialment set) sonets que expressen la desesperació del poeta per la vida. Al primer sonet, titulat "O Vrba", Prešeren reflexiona sobre com podria haver estat la seva vida, si mai hagués abandonat el seu poble natal. Els altres sonets del cercle no han guanyat una popularitat tan àmplia, però encara són considerats pels estudiosos com una de les obres més genuïnes i profundes de Prešeren.